# Joe Kinnear
Joe Kinnear (27. prosince 1946, Dublin - 7. dubna 2024, Mill Hill) byl irský fotbalista, obránce. Po skončení aktivní kariéry působil jako trenér.

## Fotbalová kariéra
V letech 1965-1975 hrál v anglické nejvyšší soutěži za Tottenham Hotspur FC. Nastoupil ve 195 ligových utkáních a dal 1 gól. V roce 1967 vyhrál s Tottenhamem FA Cup a v letech 1971 a 1973 ligový pohár. V roce 1972 vyhrál s Tottenhamem Pohár UEFA. V Poháru vítězů poháru nastoupil ve 4 utkáních a v Poháru UEFA nastoupil ve 14 utkáních. Za reprezentaci Irska nastoupil v letech 1967–1975 ve 26 utkáních.

## Ligová bilance
| Ročník                                   | Zápasy | Góly | Klub                      |
| ---------------------------------------- | ------ | ---- | ------------------------- |
| Football League First Division 1965/1966 | 8      | 0    | Tottenham Hotspur FC      |
| Football League First Division 1966/1967 | 20     | 0    | Tottenham Hotspur FC      |
| Football League First Division 1967/1968 | 30     | 1    | Tottenham Hotspur FC      |
| Football League First Division 1968/1969 | 24     | 0    | Tottenham Hotspur FC      |
| Football League First Division 1969/1970 | 9      | 0    | Tottenham Hotspur FC      |
| Football League First Division 1970/1971 | 34     | 0    | Tottenham Hotspur FC      |
| Football League First Division 1971/1972 | 21     | 0    | Tottenham Hotspur FC      |
| Football League First Division 1972/1973 | 24     | 0    | Tottenham Hotspur FC      |
| Football League First Division 1973/1974 | 7      | 0    | Tottenham Hotspur FC      |
| Football League First Division 1974/1975 | 17     | 0    | Tottenham Hotspur FC      |
| Football League Third Division 1975/1976 | 16     | 1    | Brighton & Hove Albion FC |
| CELKEM Football League First Division    | 195    | 1    |                           |